# Talmy Givon
Talmy Givón (Afula, 22 de junho de 1936) é um linguista e educador conhecido por seus trabalhos sobre a gramática funcional. Fundou o departamento de linguística da Universidade do Estado do Oregon.
Atualmente é professor emérito de linguística e ciência cognitiva da Universidade de Oregon. É também notável pelo seu aforismo: "A morfologia de hoje é a sintaxe de ontem".
Seu trabalho compreende várias áreas da linguagem (Semítica, Africana, Ameríndia, Austronésia, Pápua, Sino-Tibetana, Indo-Européia), bem como muitos campos de linguística teórica (sintaxe, semântica, pragmática, aquisição de segunda língua, pidgin e crioulo, discurso e linguística textual, metodologia e filosofia da ciência, filosofia da linguagem, tipologia e linguística universal, gramaticalização e sintaxe histórica, ciência cognitiva e linguística evolucionária).